# Терцони, Патриция
Патриция Терцони (итал. Patrizia Terzoni, родилась 5 октября 1982 года в Фабриано) — итальянский политик, депутат Палаты депутатов Италии от Движения пяти звёзд.

## Биография
По образованию инженер, специалист по гражданскому и экологическому строительству. Избрана в Палату депутатов 5 марта 2013 года по итогам парламентских выборов от XIV округа Марке. С 7 мая 2013 года член VIII комиссии (по окружающей среде, земле и общественным работам), до 20 июля 2015 года была его секретарём.